# San Isidro Tlacxitla
San Isidro Tlacxitla är en ort i Mexiko.   Den ligger i kommunen Tianguismanalco och delstaten Puebla, i den sydöstra delen av landet, 90 km sydost om huvudstaden Mexico City. San Isidro Tlacxitla ligger 1 948 meter över havet och antalet invånare är 126.
Terrängen runt San Isidro Tlacxitla är kuperad åt nordväst, men åt sydost är den platt. Runt San Isidro Tlacxitla är det tätbefolkat, med 459 invånare per kvadratkilometer. Närmaste större samhälle är Atlixco, 4,2 km sydost om San Isidro Tlacxitla. Omgivningarna runt San Isidro Tlacxitla är en mosaik av jordbruksmark och naturlig växtlighet.